# Climat de la Charente
Le département de la Charente a un climat océanique de type aquitain plus perceptible dans ses deux tiers ouest, de Cognac jusqu'à Angoulême. Il se modifie en climat océanique dégradé en allant vers l'est, vers les contreforts du Massif central, dans le Confolentais où l'hiver le froid et les précipitations sont plus marqués.
Le centre départemental de Météo-France se trouve à Cognac.

## Climat océanique à l'ouest du département
La grande partie sud et ouest de la Charente, plaine et bas plateaux calcaires du Bassin aquitain, a un climat océanique de type aquitain.
Il est semblable à celui de la ville de Cognac où est située la station météorologique départementale.
| Mois                              | jan. | fév.  | mars  | avril | mai   | juin  | jui.  | août  | sep.  | oct. | nov. | déc. | année   |
| --------------------------------- | ---- | ----- | ----- | ----- | ----- | ----- | ----- | ----- | ----- | ---- | ---- | ---- | ------- |
| Température minimale moyenne (°C) | 2    | 2,8   | 3,8   | 6,2   | 9,4   | 12,4  | 14,4  | 14    | 12,1  | 8,9  | 4,7  | 2,6  | 7,8     |
| Température moyenne (°C)          | 5,4  | 6,7   | 8,5   | 11,1  | 14,4  | 17,8  | 20,2  | 19,7  | 17,6  | 13,7 | 8,6  | 5,9  | 12,5    |
| Température maximale moyenne (°C) | 8,7  | 10,5  | 13,1  | 15,9  | 19,5  | 23,1  | 26,1  | 25,4  | 23,1  | 18,5 | 12,4 | 9,2  | 17,1    |
| Ensoleillement (h)                | 80   | 103,9 | 153,3 | 184,5 | 204,9 | 239,6 | 276,4 | 248,3 | 199,4 | 159  | 96,8 | 78,8 | 2 024,9 |
| Précipitations (mm)               | 80,4 | 67,3  | 65,9  | 68,3  | 71,6  | 46,6  | 45,1  | 50,2  | 59,2  | 68,6 | 79,8 | 80   | 783,6   |

| Mois                                             | jan.          | fév.          | mars          | avril        | mai          | juin         | jui.         | août         | sep.         | oct.         | nov.         | déc.          | année      |
| ------------------------------------------------ | ------------- | ------------- | ------------- | ------------ | ------------ | ------------ | ------------ | ------------ | ------------ | ------------ | ------------ | ------------- | ---------- |
| Température minimale moyenne (°C)                | 2,8           | 2,8           | 4,9           | 6,9          | 10,6         | 13,6         | 15,3         | 15           | 12,3         | 9,8          | 5,5          | 3,3           | 8,6        |
| Température moyenne (°C)                         | 6,1           | 6,9           | 9,6           | 11,9         | 15,7         | 18,9         | 21           | 20,9         | 17,9         | 14,4         | 9,3          | 6,5           | 13,3       |
| Température maximale moyenne (°C)                | 9,4           | 11            | 14,4          | 16,9         | 20,8         | 24,3         | 26,8         | 26,7         | 23,5         | 18,9         | 13           | 9,8           | 18         |
| Record de froid (°C) date du record              | −17,5 16.1985 | −19,4 15.1956 | −10,2 11.1958 | −2,9 05.1975 | −0,2 08.1974 | 3 02.1975    | 6,4 07.1948  | 5,5 14.1946  | 2,2 21.1977  | −3,8 29.1947 | −8,4 24.1956 | −14,5 22.1946 | −19,4 1956 |
| Record de chaleur (°C) date du record            | 18,4 13.1993  | 24,4 27.2019  | 26,2 20.2005  | 31 30.2005   | 34 29.1947   | 38,2 30.1952 | 40,3 23.2019 | 39,8 07.2020 | 36,4 17.1945 | 30,6 03.2011 | 24,7 08.2015 | 20,5 16.1989  | 40,3 2019  |
| Ensoleillement (h)                               | 83            | 111,9         | 162,4         | 180,5        | 215,9        | 238,4        | 249,9        | 244,8        | 199,2        | 137,3        | 91,2         | 81,4          | 1 995,9    |
| Précipitations (mm)                              | 71,9          | 52            | 57,7          | 71           | 65,1         | 52,3         | 48,2         | 47,3         | 59,8         | 81,2         | 86,3         | 84,3          | 777,1      |
| dont nombre de jours avec précipitations ≥ 1 mm  | 11,7          | 9,2           | 10,1          | 11,3         | 10,7         | 7,5          | 7            | 6,6          | 8            | 11,4         | 11,7         | 11,9          | 117        |
| dont nombre de jours avec précipitations ≥ 5 mm  | 5,1           | 3,7           | 3,9           | 5,4          | 4,5          | 3,4          | 3,1          | 2,8          | 4,1          | 5,6          | 6            | 6,1           | 53,7       |
| dont nombre de jours avec précipitations ≥ 10 mm | 2,1           | 1,3           | 1,5           | 2,1          | 1,9          | 1,6          | 1,5          | 1,4          | 2            | 2,7          | 2,6          | 2,8           | 23,4       |

| Mois                     | jan. | fév. | mars | avril | mai | juin | jui. | août | sep. | oct. | nov. | déc. | année |
| ------------------------ | ---- | ---- | ---- | ----- | --- | ---- | ---- | ---- | ---- | ---- | ---- | ---- | ----- |
| Nombre de jours avec gel | 9,4  | 8,3  | 6    | 1,2   | 0,1 | 0    | 0    | 0    | 0    | 0,4  | 5,7  | 9,5  | 40,6  |

## L'est du département: la Charente limousine
Le climat se modifie en Charente limousine, on parle de climat océanique dégradé. En effet, il devient progressivement plus continental en allant vers l'est du département et dans un même temps le relief se relève progressivement (pour atteindre 353 mètres à Mazerolles et 368 mètres à Montrollet) ce qui va faire barrage aux arrivées océaniques et explique la très forte pluviosité. Le tableau ci-dessous donne les moyennes pour Limoges, et de Cognac à Limoges les températures minimales comme maximales sont progressivement plus basses.
| Mois                              | jan. | fév. | mars | avril | mai   | juin | jui. | août | sep. | oct. | nov. | déc.  | année   |
| --------------------------------- | ---- | ---- | ---- | ----- | ----- | ---- | ---- | ---- | ---- | ---- | ---- | ----- | ------- |
| Température minimale moyenne (°C) | 0,9  | 1,9  | 3,1  | 5     | 8,7   | 11,8 | 14,1 | 13,8 | 11,7 | 8,3  | 4,1  | 2,1   | 7,1     |
| Température moyenne (°C)          | 3,6  | 4,9  | 6,8  | 9     | 12,7  | 16,1 | 18,7 | 18,4 | 16,1 | 12   | 7,2  | 4,9   | 10,9    |
| Température maximale moyenne (°C) | 6,3  | 8    | 10,4 | 12,9  | 16,8  | 20,4 | 23,3 | 23   | 20,5 | 15,6 | 10,3 | 7,6   | 14,6    |
| Ensoleillement (h)                | 80   | 97   | 138  | 180   | 182   | 233  | 264  | 249  | 207  | 146  | 111  | 88    | 1 975   |
| Précipitations (mm)               | 96,7 | 90,5 | 90,9 | 80,5  | 104,2 | 70   | 65,7 | 71,2 | 73,5 | 92,1 | 85,8 | 101,8 | 1 022,9 |

| Mois                       | jan. | fév. | mars | avril | mai | juin | jui. | août | sep. | oct. | nov. | déc. | année |
| -------------------------- | ---- | ---- | ---- | ----- | --- | ---- | ---- | ---- | ---- | ---- | ---- | ---- | ----- |
| Nombre de jours avec gel   | 11,6 | 9,4  | 6,1  | 2     | 0,1 | 0    | 0    | 0    | 0    | 0,2  | 4,9  | 9,8  | 44,1  |
| Nombre de jours avec neige | 4,6  | 3,8  | 2,7  | 2     | 0,2 | 0    | 0    | 0    | 0    | 0,1  | 1,7  | 3    | 18,1  |

Il y a par an 44 jours de gel répartis de novembre à avril comme les 18 jours de neige.
Le brouillard est fréquent toute l'année, de 3 à 5 jours par mois entre mai et août à 10 jours ou plus par mois de novembre à janvier pour un total en moyenne de 84,5 jours par an.

## Température
La moyenne annuelle des températures sur l'ensemble du département est de 12 °C. Janvier est le mois le plus froid avec une moyenne de 5 °C et juillet et août les plus chauds avec une moyenne d'environ 20 °C.
Le Cognaçais bénéficie d'un fort ensoleillement (2 025 heures/an) et d'une température moyenne annuelle de 12,8 °C. En exemple, en 2001 la station a mesuré à Cognac des températures de -10 °C à 36,4 °C avec une insolation de 1 946 heures et une pluviométrie de 770,6 mm.
La Charente limousine est la région la plus froide avec une moyenne annuelle des températures de 11,4 °C.

## Précipitations
La moyenne annuelle des précipitations pour le département est de 860 mm.
Les hivers sont doux et pluvieux. Il neige presque chaque hiver mais habituellement de façon courte et modérée. La pluviométrie qui oscille entre 83 et 96 mm en décembre et en janvier diminue en été pour être en moyenne de 47 mm en juillet et août. Car les étés sont secs et relativement chauds, marqués par des orages, souvent violents, avec une intense activité électrique et de fortes pluies.
La Charente limousine est la région la plus arrosée avec des précipitations dépassant les 900 mm/an alors que dans le Cognaçais le cumul annuel de précipitations n'est que de 790 mm. Il neige tous les hivers assez régulièrement avec des cumuls parfois importants de janvier à mars, similaires à ceux de la Haute-Vienne.
Sur l'axe nord-sud passant par Ruffec la pluviométrie est proche de la moyenne départementale.

## Vent
Les vents dominants viennent soit des secteurs sud-ouest soit du nord-ouest.
Les tempêtes avec des rafales atteignant ou dépassant les 100 km/h sont plus fréquentes dans l'ouest du département[réf. nécessaire].
Moins fréquemment le département est soumis à des vents nord-est.
Plusieurs phénomènes assimilés à des mini-tornades ont été observés sur l'ensemble du département.

## Histoire du climat de la Charente

### Sécheresses remarquables
De grandes sécheresses sont notées de temps immémoriaux. En 874 sur toute la Gaule, en 1227 sur tout l'ouest " les puits et les fontaines se tarirent, les ruisseaux cessèrent de couler".
En 1480 la sécheresse fut telle en Angoumois que " le monde mourroit de faim" nous dit la chronique de l'abbaye Saint-Cybard, et 1540 fut une année de "vins rôtis à cause de la sécheresse sur le vignoble.
Les archives historiques de Saintonge rapportent de grandes chaleurs, du 20 juin au 19 aout 1599.
La sécheresse du printemps 1676 a causé une disette.
Pas de pluie pendant des mois en 1803
En 1930 la Vienne s'est trouvée à sec à Chabanais et en 1976 ce sont toutes les rivières de la région qui ont été victimes d'assecs
ce qui se renouvelle en 1989.

### Pluies et inondations
Des crues de la Charente à Cognac, ont endommagé les piles du pont en 1501, 1513, 1517, 1534, 1536 et 1582, c'est dire leur fréquence.
Le 16 août 1768 est marqué par un orage de grêle et de pluie d'une telle intensité que "autant de chemins formoient autant de rivières" et la Charente est sortie de son lit ainsi que le Né qui après "être monté de 12 à 15 pieds au-dessus de sa plus forte inondation" a rompu la chaussée de Merpins. La plupart des moulins ont été emportés par le courant. À Châteauneuf 40 maisons ont été endommagées et 4 détruites. En 1806 a eu lieu aussi un débordement de la Charente l'été ce qui a causé la perte de grains et de fourrage.
Les inondations sont fréquentes l'hiver, avec "8 ou 9 débordements considérables durant l'hiver 1773", un "fort long" en 1776 et un "désastreux" en 1783 qui causa la ruine d'usines et de maisons à La Rochefoucauld.
Les inondations les mieux répertoriées sont: celle de 1779 qui a laissé une marque à 7,65 mètres à Saintes, celle de 1904 de 7,25 mètres qui est immortalisée par des cartes postales, celle de 1982 qui l'a détrônée comme crue du siècle.

### Tempêtes
Le 21 août 1637 un orage "rompeut et mettoit les arbres à terre" rapporte le registre paroissial de La Péruse.
La tempête de 1645 est à rapprocher de celles du 27 décembre 1999.
Les tempêtes récentes les plus violentes ont été la tempête Martin en 1999 avec des vents de plus de 140 km/h sur l'ensemble du département, la tempête Klaus en 2009, et plus modérément la tempête Xynthia en 2010 aux vents avoisinant les 100 km/h.

### Gel et neige
Sont notés un orage de grêle en 1613 et un hiver 1614 durant lequel la grande froidure a été fort longue.
À Villefagnan, en 1705 la neige a atteint "la sangle des chevaux" et en janvier 1709 il a neigé quatre jours et toutes les routes étaient coupées alors qu'en janvier 1709 commença un gel qui dura plus de deux mois.
Durant l'hiver 1766 le froid fut tel qu'il fit geler les oignons de safran et leur culture ne s'en est jamais remise en Charente. En 1788 la Charente charriait des glaçons et elle présentait en janvier une croute de glace de 2 pouces (5,5 cm) d'épaisseur.